# Manuel Borgunyó i Pla
Manuel Borgunyó i Pla (Rubí, 5 de maig del 1884– Madrid, 23 de setembre del 1973) va ser compositor, director coral i pedagog musical.

## Biografia
Es formà primer amb el mestre Josep Plans i més tard, a l'escolania de Montserrat, sota la direcció del Pare Guzmán. Perfeccionà els seus estudis al Conservatori Municipal de Música de Barcelona amb els mestres Nicolau, Pellicer, i Joan Lamote de Grignon.
Acabats els estudis formà part com a pianista d'un septet amb el qual recorregué bona part d'Europa. A París descobreix les innovacions procedents de la nova pedagogia activa que practica Maurice Chevais. El 1908 inicia la seva tasca experimental i pedagògica amb els alumnes d'una Escola del carrer Major de Gràcia, afecta a la Unió Republicana Gracienca. Amb aquests alumnes, farà la primera demostració pública del seu mètode d'ensenyament musical a la sala d'actes de la societat La Banya. El 1909 participà en la Campanya de Melilla, on va contreure unes febres que van malmetre la seva salut.
En tornar, ocupà el càrrec de sotsdirector de la Societat Coral Euterpe i va reprendre la tasca pedagògica, alhora que col·laborava amb altres artistes i componia obres de diferents gèneres. El 24 de setembre de 1912 es casa amb Mercè Sabaté amb qui va tenir tres fills. A causa de les febres que intermitentment se li reproduïen, l'any 1913 es traslladà a Graus (Osca) on fundà i dirigí l'Orfeó de Graus. Restablerta la salut, va retornar a Catalunya. A Barcelona fundà una acadèmia. Residí a Rubí, on va dirigir l'Orfeó durant dos anys. En aquest període comença a ser conegut com a compositor i és pianista acompanyant de coneguts artistes, entre d'altres la cantant Mercè Plantada.
L'any 1921, essent Emili Sabaté president de l'Ateneu Igualadí de la Classe Obrera i Emili Orfila director de les Escoles de l'Ateneu Igualadí, Borgunyó va ser sol·licitat per fundar en aquella entitat un conservatori popular, en el que a més de l'ensenyament de música als alumnes inscrits, hi hauria seccions complementàries: educació musical, secció coral, secció de concerts, etc.
Borgunyó compaginarà la direcció del Conservatori de l'Ateneu Igualadí amb l'ensenyament de la música a les escoles de la mateixa entitat, actuant també com a intèrpret diverses vegades. Participa en la fundació a Igualada de l'associació de concerts: Agrupació Íntima d'Amics de la Música amb l'objectiu d'oferir als seus socis concerts de qualitat, elevant, així, la vida cultural i musical de la ciutat i va tenir relació al mateix temps amb diferents societats corals d'Igualada.
És molt important la demostració pedagògica que va fer l'any 1923 al Palau de la Música amb el Chor infantil de les escoles de l'Ateneu. El seu ressò feu que el cor, a instàncies d'artistes com Mathieu Crikboom i Blanca Selva fos convidat a fer una demostració pedagògica a Tolosa de Llenguadoc, a París, Brussel·les i també Londres. Malgrat això, la dictadura del general Primo de Rivera va frustrar la iniciativa i el viatge no es dugué a terme.
En aquell mateix període, l'Ateneu Igualadí convocà a petició de Borgunyó un concurs, pioner en tot l'Estat, de composicions per a cor infantil amb l'objectiu d'augmentar el repertori infantil amb obres de qualitat. Una de les peces guardonades fou Cançons per a infants d'Apel·les Mestres.
L'any 1931 deixà la direcció del Conservatori de l'Ateneu Igualadí i passà a residir a Barcelona i a Sabadell. Dirigeix l'Orfeó de Vilanova i la Geltrú i impulsa la campanya Pro Educació Musical recollint signatures de personalitats rellevants, publicant llibres i articles, dictant conferències i organitzant demostracions i cursets de pedagogia musical. Juntament amb el prevere Josep Muset i Ciprià i Adolf Cabané dona un nou impuls al Conservatori de Sabadell en introduir la secció d'Educació Musical. Presentà a l'Ajuntament de Sabadell un pla d'organització de l'educació musical per a les escoles. Es va fer càrrec de l'ensenyament musical de les escoles Cultura Popular i de l'Acadèmia Miralles de Sabadell i es va fer càrrec també de l'ensenyament musical de l'Institut Tècnic Eulàlia a Barcelona. Un any més tard va ser nomenat professor d'educació musical a l'Institut Escola Ausiàs March on es formarien els futurs mestres i es fa càrrec també de l'educació musical dels Grups Escolars Francesos de Barcelona. Donà conferències i publicà llibres i articles on exposava les idees que de mica en mica donarien forma al seu mètode Eurítmic-Vocal-Tonal. És en aquest període que la Ponència Musical de la Generalitat de Catalunya va sol·licitar la seva opinió sobre el problema musical escolar i ell presentà un projecte d'organització i un programa propi.
Però les seves teories pel que fa a organització escolar s'enfrontaven amb les del mestre Joan Llongueres i Badia que havia adaptat per a les escoles de Barcelona el mètode Dalcroze. La polèmica començà l'any 1932, arran d'un article que va publicar Alexandre Galí que era primer tècnic assessor del Consell de Cultura de la Generalitat de Catalunya, en què aquest abonava el treball del mestre Llongueras, ignorant l'opinió que un bon nombre de músics havia expressat, mitjançant un qüestionari adreçat a la Generalitat, respecte al problema musical escolar. Borgunyó va fer notar la poca atenció que es tenia pel seu criteri i el dels seus companys, de manera que sentia la necessitat de fer pública la seva opinió. La polèmica havia començat. Un gran nombre d'articles creuats entre Borgunyó i Llongueres exposant cada un d'ells la seva concepció de l'ensenyament musical, les seves fites i els seus èxits, es van anar publicant a la Revista Musical Catalana, La Publicitat i en altres periòdics de Barcelona. Cada una de les parts era recolzada amb la signatura de prestigiosos músics i pedagogs, alguns dels quals, per complicar més el debat donaven el seu suport a ambdues parts. La qüestió pedagògica de fons era el desacord respecte a la introducció de la gimnàstica rítmica a la classe de música considerant, per part de Borgunyó, que el moviment realitzat simultàniament amb el cant multiplicava les dificultats i l'afinació.
L'any 1934 va fundar l'Associació d'Amics de l'Educació Musical i el 1935 fou nomenat director dels Cantors de l'Obrera, entitat coral depenent de l'Associació Obrera de Concerts. Participà molt activament en la tasca educativa desenvolupada per la subponència de Música del Consell de Cultura de la Generalitat de Catalunya, sent enviat l'any 1937 com a Delegat Tècnic a dos congressos internacionals celebrats a París el juny i el juliol.
L'any 1939 és destituït del seu càrrec de professor a l'Institut Escola Ausiàs March i l'any 1942 es trasllada a Tenerife. Allí dirigeix els cors de la Schola Cantorum del Seminario de la Laguna i el Coro de Santa Cecília. És professor de diverses escoles: Colegio San Ildefonso, Colegio de las RR.MM. de la Asunción, Colegio de las RR.MM. Dominicas de la Laguna y de Sta. Cruz i del Colegio Alemán. L'any 1944 funda el Instituto Musical de Pedagogia Escolar y Popular des d'on va seguir presentant les seves inquietuds i propostes pedagògiques. Dos anys més tard és nomenat col·laborador honorari del Instituto Español de Musicología i a partir de 1948 són freqüents els cursets de pedagogia que imparteix a diferents ciutats de l'estat: Còrdova, Madrid, Salamanca, Barcelona, Granada, Guipúscoa, Tarragona... entre el 1950 i el 1953 du a terme la Cruzada pro educación Musical Escolar dirigida a l'estat espanyol i a diverses capitals de Sud-amèrica. L'any 1953 participa en la Conferència Internacional que es fa a Brussel·les sobre Educació Musical i el 1970 participa en el congrés que fa a Moscou la International Society for Music Education. L'any 1961 organitza la Asamblea Nacional de Música Sagrada Escolar y Popular i el 1973 la delegació provincial de la Sección Femenina de Santa Cruz de Tenerife canalitza l'homenatge que ajuntaments, diverses entitats corals i escoles de l'illa dediquen al mestre. Aquest mateix any Borgunyó va anar a Madrid per realitzar una sèrie de conferències sobre el mètode Euritmic-Vocal-Tonal. Allí emmalalteix, i mor el 23 de setembre.
A Tenerife hi ha un carrer que porta el nom de Maestro Borguñó.
Com a compositor, Manuel Borgunyó va conrear diversos gèneres musicals, bàsicament cançons per a cant i piano, cant coral —sagrat i profà—, música de cambra, música per a piano i també algunes peces de música lleugera: peces de ball i cuplets, estrenats, alguns d'ells, per la coneguda cantant, cupletista i actriu Raquel Meller, qui també en va escriure la lletra.

## L'organització escolar de Manuel Borgunyó
Aquesta programació de tres períodes, pensada per a l'escola primària i secundària, correspon als anys 1928 -1931 i és la base de programacions posteriors —en funció de la legislació vigent. A diferència dels conservatoris, on la instrucció tècnica tendia a sobreposar-se a l'educació, Borgunyó educa l'oïda i el gust musical juntament amb l'ensenyament tècnic, especialment en els primers cursos.
- Període de gestació: parvulari (dels 4 als 6 o 7 anys). Es practiquen marxes, danses, cançons populars i cançons mimades. Elements de Gimnàstica rítmica i de plàstica, orquestra de nens, lliçó del silenci, etc. i audició de petites obres musicals.

- Període de preparació: 1r cicle de l'escola graduada (dels 7 als 9 anys). Consisteix en la familiarització amb els elements de la música sense recórrer encara als signes musicals. Inicia el període elemental amb exercicis de respiració mesurada i d'emissió de veu, articulació de consonants, marxes rítmiques, notes soltes del centre de la veu, afavorint l'aprofitament de la cavitat bucal. Exercicis que van de l'interval de segona al d'octava. Cançons adaptades a l'extensió de la veu. Iniciació als dictats, a l'alteració dels sons i exercicis d'entonació a dues veus.

- Període de realització: 2n cicle de l'escola graduada (dels 9 als 13 anys). En aquest període s'integren els elements essencials de la música: so, ritme, tonalitat i expressió i els alumnes comencen l'estudi del solfeig: practicant separadament el ritme i la melodia.

### Tipus de continguts
En triar els continguts, Borgunyó s'adapta a la realitat: "en la pedagogia, de tot allò que hom desitja o vol fer, l'únic que importa és allò que es pot fer". Els continguts musicals els classifica en tres apartats.
- Pràctiques recreatives: basades en el moviment, la imitació i la intuïció són destinades a l'escola maternal i al parvulari i la persona adequada per fer-se càrrec d'aquesta classe hauria de ser una professora especialitzada en procediments montessorians, en possessió del professorat elemental de música i amb nocions de rítmica i plàstica.

- Pràctiques fonamentals: es basen en tres formes educatives. Forma vocal-rítmico-tonal, això és formació la veu, posada al servei del ritme, de l'oïda i del bon gust, forma receptiva per exemple audició d'obres, enregistrades o en directe, i, forma intel·lectual per exemple història de la música, estètica musical, etc. Aquestes pràctiques són continguts substancialment musicals són destinades al conjunt de l'escola primària i de l'ensenyament mitjà i gradualment desenvolupats, han de ser practicats i assolits per tots els alumnes.

- Pràctiques complementàries: instrumental escolar, rítmica corporal, dansa folklòrica, ballet. En funció del temps i dels espais disponibles i per l'excessiva diversitat de capacitats motrius i intel·lectuals de l'elevat nombre d'alumnes per classe, unes limitacions que no pot eludir, destina aquestes pràctiques a ser realitzades dins de l'escola però en horari extraescolar per aquells alumnes que desitgin participar-hi o en manifestin llur capacitat. "Totes les especialitzacions que compren l'educació musical, que per dur-les a terme necessitin desarticular la classe, han de ser aplicades fora de l'horari escolar". El professor de les pràctiques complementàries no té per què ser, el professor de música, ja que aquest estarà especialitzat en les pràctiques fonamentals.

En els seus plantejaments d'organització escolar també va tenir en compte la formació dels professors que havien d'exercir en l'àmbit rural, plantejant la possibilitat que un professor, músic i pedagog experimentat, fes un seguiment i donés suport als mestres d'escoles rurals.

## Eurítmic-Vocal-Tonal: El Mètode de Borgunyó
L'any 1936 Borgunyó va publicar —amb intencions didàctiques— un petit àlbum: 20 cançons amb acompanyament de piano però malauradament, ja fos per raons pedagògiques: renovació, evolució i incorporació de noves idees, o per motius econòmics, el mètode que ell pregonava, el llibre amb les cançons i els diferents exercicis estructurats per cursos no es va arribar a publicar mai.
El mètode de Borgunyó és eclèctic: "Un mètode no és útil per la suma d'idees noves que en ell s'expressin, sinó per l'eficaç coordinació d'idees conegudes ja experimentades que contingui". L'anomena "Eurítmic-vocal-tonal" perquè els tres elements s'hi troben equilibrats i en la mateixa proporció, fent un tot homogeni. Per educar la veu i l'oïda dels infants, s'ajuda amb les analogies que es poden trobar entre els elements de suport visual: esquemes, gràfics, posicions de la mà... i els elements sonors. "Gràcies a la poderosa influència que les imatges i les analogies visuals exerceixen sobre la ment i l'oïda dels alumnes es creen automatismes favorables a desenvolupar les facultats vocals rítmiques i tonals, fent associar als alumnes el so, el ritme o la frase que interpreten a una imatge". Borgunyó diferencia el solfeig de la música. Iniciar l'estudi de la música amb els signes convencionals és, segons Borgunyó, un dels defectes més grans de l'ensenyament musical perquè l'abstracció d'aquests signes i la seva doble significació, rítmica i melòdica, és excessiva per a la comprensió dels petits alumnes.
Les analogies més usuals en el mètode Eurítmic-Vocal Tonal són les següents:
- Fononímia. Les notes són representades amb posicions de la mà que prenen el cos com a punt de referència proporcional dels sons amb la seva altura. Segons l'alçada i la posició de la mà s'entonarà una o altre nota. Això permet solmitzar, o sigui entonar les notes sense necessitat d'escriure-les sobre el pentagrama, fer exercicis de dictat, de suport mental imaginant el so de la música i d'altres.

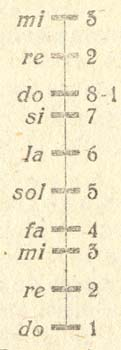
Representació virtual dels sons a la pissarra

- Representació virtual dels sons a la pissarra. Els noms de les notes s'escriuen verticalment, formant una columna de baix a dalt, mantenint una distància proporcional segons el so que representen. Cada nota va acompanyada del grau que ocupa en l'escala. Això permet solmitzar a una i dues veus, fer exercicis de dictat, de suport mental, i d'altres. Una variant d'aquest procediment és escriure els noms de les notes, més a munt o més avall, respectant l'alçada proporcional al so que representen i seguint la seqüència horitzontal de les notes que formen una melodia. Una tercera variant és fer el pas anterior sobre un pentagrama, escrivint els noms sobre les línies o espais on es representarien les notes.

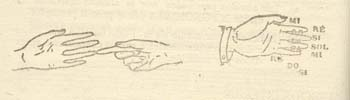
Mà pentagrama

- La mà pentagrama. Substitueix les cinc línies del pentagrama de la pissarra pels cinc dits de la mà per tal d'iniciar els nens al solfeig.

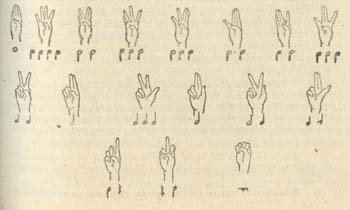
Dactiloritmia

- Dactilorrítmia. La durada del so és representada per diferents combinacions fetes amb els dits de la mà. Permet fer exercicis de ritme: lectura dels valors i dictats rítmics.

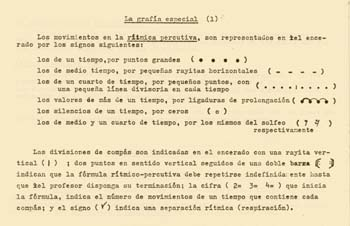
Rítmica percudida

- Rítmica percudida. Els alumnes, picant de mans, repeteixen per imitació el ritme que ha fet el professor o llegeixen un ritme de la pissarra; escrit bé amb la grafia analògica que ell proposa o bé, més endavant, amb la grafia convencional a criteri del professor.

- Rítmica vocal. A partir de fórmules melòdiques senzilles, ja conegudes per l'alumne, se'n varia el ritme, ajudant-se amb la dactilorrítmia.

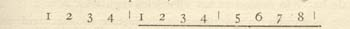
Guia vocal respiratòria

- Guia vocal respiratòria. Consisteix en una gràfica, dibuixada a la pissarra, formada per línies i nombres. Els nombres representen la distribució del temps en parts iguals, i les línies la durada de l'expiració o fonació, segons l'objecte de l'exercici. Ajuda a practicar exercicis de respiració mesurada: inspiració-expiració, a distribuir l'aire emmagatzemat als pulmons, a controlar l'emissió de la veu, a practicar diferents articulacions de matís, de fraseig i d'accentuació.

L'educació de la veu i l'audició són treballades d'aquesta manera:
- Educació de la veu. Començant a partir del mi3, introdueix progressivament la resta de les notes en sentit ascendent i descendent fins a completar l'àmbit vocal infantil. Segons Borgunyó, l'aplicació natural de l'educació de la veu és el cant coral, que ell considera l'únic contingut indispensable de tota educació musical, i la conseqüència lògica d'aquest treball és el cor escolar.

- L'audició. En la seva programació utilitza obres per a piano, obres enregistrades en disc i obres interpretades en directe per cantants, instrumentistes i conjunts orquestrals.

Dins de les pràctiques fonamentals, l'audició ocupa un paper menys important que l'educació de la veu. Tot i que l'audició permet parlar d'anàlisi, d'estil, de caràcter, de ritme, d'efectes instrumentals, etc., considera, que l'alumne és un element exteriorment "passiu", ja que la seva actuació tan sols és receptiva. Tot i així considera l'audició el mitjà més eficaç per completar l'educació musical escolar i conduir els nois i noies a gaudir dels plaers que la bona música proporciona.
La música, la ràdio i els infants va ser el tema que Borgunyó va tractar al congrés internacional de l'any 1937 a París. Borgunyó veia en la radio i els discs unes grans eines per a la difusió de la cultura i l'educació, ja no dels escolars sinó de tota la societat. Val a dir que en general es mostrà crític i decebut respecte a la qualitat de les programacions, arribant a demanar que les autoritats intervinguessin, regulant i garantint la qualitat, per tal de protegir la societat.

## Obres

### De text
- El orfeón de Graus y la trascendencia de su labor social y artística, fulletó. (1916)
- La música i l'escola, conferència. (1924)
- La salvació de la música i dels músics és l'escola primària. Llibreria Catalonia. (1931)
- La Música, el Cant i l'Escola (Orientacions). Llibreria Bastinos. (1933)
- En defensa de la música y los músicos, manifest. (1934)
- L'educació musical a l'Escola Primària, opuscle. (1937)
- Quelques remarques sur l'organisation des auditions musicales scolaires. Conferència pronunciada a la Sala del Museo Pedagògic de París en el Congrés Internacional d'Audicions Musicals per a la Joventut, opuscle. (1937)
- La musique, la radio et les enfants. Conferència pronunciada a la "Salle Iéna" de Paris en el 1r Congrés Internacional d'Art Radiofònic, opuscle (1937)
- La música coral a través de los tiempos, opuscle.
- Educación musical escolar y popular. Instituto Musical de Pedagogia Escolar y Popular. (1946)PDF[Enllaç no actiu]
- La música, los músicos y la educación. Instituto Musical de Pedagogia Escolar y Popular. (1949)
- Un vacio en la cultura musical. Instituto Musical de Pedagogia Escolar y Popular. (1956)
- Cincuenta años de educación musical. Instituto Musical de Pedagogia Escolar y Popular. (1959)
- El canto gregoriano en la escuela. Instituto Musical de Pedagogia Escolar y Popular. (1960)
- Ecos de una asamblea nacional. Instituto Musical de Pedagogia Escolar y Popular. (1963)
- Como salvar la educación musical. Instituto Musical de Pedagogia Escolar y Popular. (1969)
- ¿Ha fracasado la educación musical? Instituto Musical de Pedagogia Escolar y Popular. (1969)
- La educación musical masiva en la escuela. Instituto Musical de Pedagogia Escolar y Popular. (1973)

### Cant i piano
- Enyorança. Lletra de J. B. Baró.
- Comiat. Lletra de Joan Sallarés Castells. ed Unión Musical Española.
- No't sàpiga greu. Lletra d'E. Matheu. Ed Ildefonso Alier.
- Quan jo ja seré mort. Lletra de Stechetti, trad. de F. Agulló. Ed Ildefonso Alier, 1907.
- Pirenenca. Ed. Ildefonso Alier, 1907.
- La reixa, pregària, (El Sagrari). Lletra de J. Verdaguer.
- ¡Viva Aragón! Jota. Lletra de Mateo Blanch. Ed Ildefonso Alier.
- ¡Bendita morena! Canción española.
- La hilandera del amor. Tonadilla.
- La zagala de la aldea. Canción campestre.
- El lenguaje de las flores. Tonadilla.
- Dulces rumores. Canción.
- Aguador granadino. Canción.
- La boba de Coria. Canción-polka. Lletra de Raquel Meller.
- ¡Ay qué cosa! Lletra de Raquel Meller.
- La mariposa indiscreta. Lletra de Raquel Meller. Xotis.

### Cant coral
- Ressorgiment. Cant de caramelles a 6 veus. Lletra de Benaiges, amb acompanyament d'orquestra, (orquestrada per Rafael Serra) (1924)
- Cant de primavera. Cant de caramelles a 3 veus. Lletra de Joan Serra i Constansó, (orquestrada per Rafael Serra) (1924)
- A la Verge Bruna. Composició que forma part de la Corona literària montserratina, amb motiu de les festes mil·lenàries del 1931. (1931)
- Cap a l'escola. Popular holandesa, lletra de F. Flos harmonitzada a 3 veus per a infants.
- El cant dels joves. A 4 veus d'home.
- Himno a costa. A 4 veus mixtes.
- Ven dulce amor. A 5 veus mixtes.
- Albadas. popular de Ribagorça a 4 veus mixtes.
- Los dances. Ballet popular de la Ribagorça a 5 veus mixtes.
- El conde Olivos. Popular a 7 veus mixtes.

### Cor i piano
- A la joventut de les escoles. Lletra de Guerra Junqueiro, trad. d'Ignasi Iglesias, a 3 veus per a infants. (1908)
- Educació musical - 20 cançons amb acompanyament de piano sobre 4, 5, 6, 7, 8, 9 i 10 sons ed. Boileau, (1936). Reeditada per ed. Boileau el novembre de 2003 amb el nom "20 cançons per a l'educació musical dels infants".
- Himne fraternel des Ecoles Françaises. Lletra de Paul Bergue, a 2 veus.
- Diez villancicos, a una voz con acompañamiento de piano o para coro a 2, 3, 4 y 5 voces iguales solas o con piano ad libitum. Cuaderno primero: I. Canción navideña, II. Vamos a Belén Pascual, III. Solo Dios llora, IV. Atajad la calle. ed. Teide.
- Diez villancicos, a una voz con acompañamiento de piano o para coro a 2, 3, 4 y 5 voces iguales solas o con piano ad libitum. Cuaderno segundo: V. Rin, rin, VI Una pandereta suena, VII Venid, venid. ed. Teide.
- Diez villancicos, a una voz con acompañamiento de piano o para coro a 2, 3, 4 y 5 voces iguales solas o con piano ad libitum. Cuaderno tercero: VIII. Niño chiquito, IX La pastora Catalina, X Campanitas del lugar. ed. Teide.
- Cantos escolares, a una voz con acompañamiento de piano: 1. Amor puro, 2. La Tentación, 3. La violeta, 4. Ratones en fiesta, 5. Sueño de niño, 6. El burro flautista. ed. Teide
- Siete cantos, a dos y tres voces iguales solas o con acompañamiento de piano. Texto en castellano y catalán. Primer cuaderno: Evocación, El niño inquieto (1922), Lucas no bebas, Duerme, mi amor (1922). ed. Teide.
- Siete cantos, a dos y tres voces iguales solas o con acompañamiento de piano. Texto en castellano y catalán. Segundo cuaderno: El rey de Ivatôt, A la aldea voy (1922), A la juventud de las escuelas. (1910). ed. Teide.
- Seis cantos populares infantiles, para coro a tres voces iguales con piano "ad libitum" o a una o a dos voces y piano. Primer cuaderno: I. Monjita de Monasterio, II. Ramón del alma mía, III. Carbonerita de Salamanca. ed. Teide.
- Seis cantos populares infantiles, para coro a tres voces iguales con piano "ad libitum" o a una o a dos voces y piano. Segundo cuaderno: IV. La rana, V. Morito Pititón, VI. La Tarara. ed. Teide.
- La campana que corre / la campana vianant de R. Schumann Texto castellano y catalán. Adapatación coral a tres voces mixtas solas con acompañamiento de piano "ad libitum". ed. Teide.
- Missa in honorem immaculate concepcionis, a Choro et populo, alternatibus, organo comitante, concinenda. Ed. Instituto Musical de Pedagogia, Santa Cruz de Tenerife (1954)
- El infinito, a 4 voces mixtas i pano. Lletra de M. Borguñó.

### Piano sol i música instrumental
- Abnegación. Serenata per a piano. Ed Ildefonso Alier.
- Abnegación. Transcripció per a violoncel i piano.
- Rapsòdia ribagorçana. Per a piano.
- Verda stelo. Vals lent.
- Sweet heart (Mon flirt). Melòdic fox-trot
- Jours heureux, divertissement, per a quintet.
- Recordant belles cançons (1954), sardana
- Trio. Per a piano, violí i violoncel.

## Discografia
- Viva Aragón (Borguño & Blanch). Intèrpret: José Palet. Editat per: Aria recording – The lyric colection 1900-1950: José Palet tenor (Vol. 2)
- La Boba De Coria (R.Meller - Borguñó) Intèrpret: Raquel Meller. Editat per Absolute distribution S.L: El arte del Cuplé, primeros éxitos de la canción española moderna 1906-1926 - 4 Cd Boxset REFERENCE: BMCD 7791 - BAR CODE: 84 27328 07791 0

## Fons personal
Una part del seu fons personal es conserva a l'Arxiu Nacional de Catalunya. El fons inclou documentació referent al desenvolupament de l'activitat professional de Manuel Borguñó com a compositor i pedagog musical. Cal destacar en aquest sentit la documentació referent a l'Orfeo de Graus així com els informes i textos elaborats com a col·laborador de la Generalitat de Catalunya en el procés d'organització dels ensenyaments musicals. També s'ha conservat una breu col·lecció de partitures publicades que recopilen obres creades o adaptades pel mateix Manuel Borguñó.
Per altra banda, es disposa de part de la correspondència rebuda entre la qual cal assenyalar el contactes mantinguts amb diverses entitats musicals d'arreu dels països catalans així com personatges com Apel·les Mestres.
Finalment, es disposa de diversos reculls de premsa referents a l'Orfeó de Graus i altres entitats amb les quals col·laborà així com articles propis o d'altres centrats en la temàtica de l'ensenyament musical.
Una altra part es conserva a l'Arxiu Comarcal de l'Anoia. El fons inclou, principalment, documentació referent al desenvolupament de l'activitat professional de Manuel Borguñó a Igualada, molt especialment la que fa referència a la tasca pedagògica musical del Conservatori de l'Ateneu Igualadí, al Chor infantil de les escoles de l'Ateneu, escrits sobre pedagogia, programes de concert, els llibres de text que va publicar, partitures pròpies i de diferents autors (entre d'altres un recull de les peces presentades al concurs de composicions per a cor infantil convocat per l'Ateneu Igualadí).
A la Real Sociedad Económica de Amigos del País de Tenerife hi ha dipositat el
Fondo Maestro Borguñó, integrat per nombrosos documents de caràcter musical i altres de tipus personal, a més d'una important col·lecció de fotografies relatives a la seva activitat principal.